# Флоренс (город, Миннесота)
Флоренс (англ. Florence) — город в округе Лайон, штат Миннесота, США. На площади 0,6 км² (0,6 км² — суша, водоёмов нет), согласно переписи 2002 года, проживают 61 человек. Плотность населения составляет 94,8 чел./км².
- FIPS-код города — 27-21410[1]
- GNIS-идентификатор — 0643753[2]